# Stellarium (szoftver)
A Stellarium egy ingyenes és nyílt forráskódú planetárium, amely a GNU General Public License 2-es vagy későbbi verziójának feltételei szerint licencelt, és elérhető Linux, Windows és macOS rendszereken.
A Stellarium egy portja, a Stellarium Mobile elérhető Androidra és iOS-re. Ezek korlátozott funkcionalitással rendelkeznek, és hiányoznak belőlük az asztali verzió néhány funkciója.
Minden verzió OpenGL-t használ az éjszakai égbolt valós idejű, valósághű vetítéséhez.
A Stellarium egyik különös képessége, hogy megfigyelőhelyként nem csak földi koordinátát adhatunk meg, hanem a Naprendszer számos objektuma, bolygók, kisbolygók, holdak, aszteroidák felszínének meghatározott pontját választhatjuk ki.
A Stellarium 2006 májusában szerepelt a SourceForge-on a hónap projektjeként.

## Története
2006-ban a Stellarium 0.7.1 aranyérmet nyert a Les Trophées du Libre szabad szoftververseny oktatási kategóriájában.
A Stellarium egy módosított verzióját a MeerKAT projekt virtuális égbolt-megjelenítésként használta, amely megmutatta, hogy a rádióteleszkóp antennái merre mutatnak.
2011 decemberében a Stellarium felkerült az Ubuntu Software Center „kiemelt alkalmazás” listájára.

## A Stellarium képességei[6]

### Égbolt
- több mint 600 000 csillagot tartalmazó alapértelmezett katalógus
- extra katalógusok több mint 220 millió csillaggal
- több mint 80 000 mélyégobjektumot tartalmazó alapértelmezett katalógus
- extra katalógus több mint 1 millió mélyégobjektummal
- csillagképek és illusztrációk a csillagképekről
- több mint 40 különböző kultúra csillagképei
- több mint 35 különböző kultúra naptárai
- ködök képei (teljes Messier-katalógus)
- realisztikus Tejútrendszer
- nagyon realisztikus légkör, napkelte és napnyugta
- teljes 6D-s asztrometria a fényes csillagokhoz
- különböző kettőscsillagok mozgásának modellezése
- bolygók és holdjaik
- teljes égboltfelmérések (DSS, HiPS)

### Kezelőfelület
- erőteljes zoom
- idővezérlés
- többnyelvű felület
- szkriptelő felület
- halszem-vetítés planetáriumkupolákhoz
- gömbtükör-vetítés saját, alacsony költségű kupolához
- grafikus felület és kiterjedt billentyűzetvezérlés

- HTTP felület (webalapú vezérlés, távirányító API)
- távcsővezérlés

### Vizualizáció
- több koordinátarács
- precessziós körök
- csillagragyogás
- üstököscsóvák
- fogyatkozás-szimuláció
- szupernóvák és nóvák szimulációja
- exobolygók helymeghatározása
- okulár nézet szimuláció
- 3D tájképek
- szférikus panorámavetítéssel ellátott tájképek

### Testreszabhatóság
- bővítményrendszer mesterséges műholdak hozzáadásával, okulár szimulációval, távcsővezérléssel és egyebekkel
- új naprendszer-objektumok online forrásokból való hozzáadásának lehetősége
- saját mélyégobjektumok, tájképek, csillagképek, szkriptek hozzáadása